# 陳智文
陳智文（Stephen Tan，1954年—），籍貫廣東潮陽，泰國華僑陳弼臣之孫。陳有慶長子，陳智思胞兄。陳弼臣家族成員。泰國盤谷銀行是其祖業。現為亞洲金融集團執行董事。

## 生平
陳智文於美國接受教育，獲得聖若望大學工商管理學士學位以及羅格斯大學碩士學位。

## 外部連結
- 陳智文履歷